# Запікання

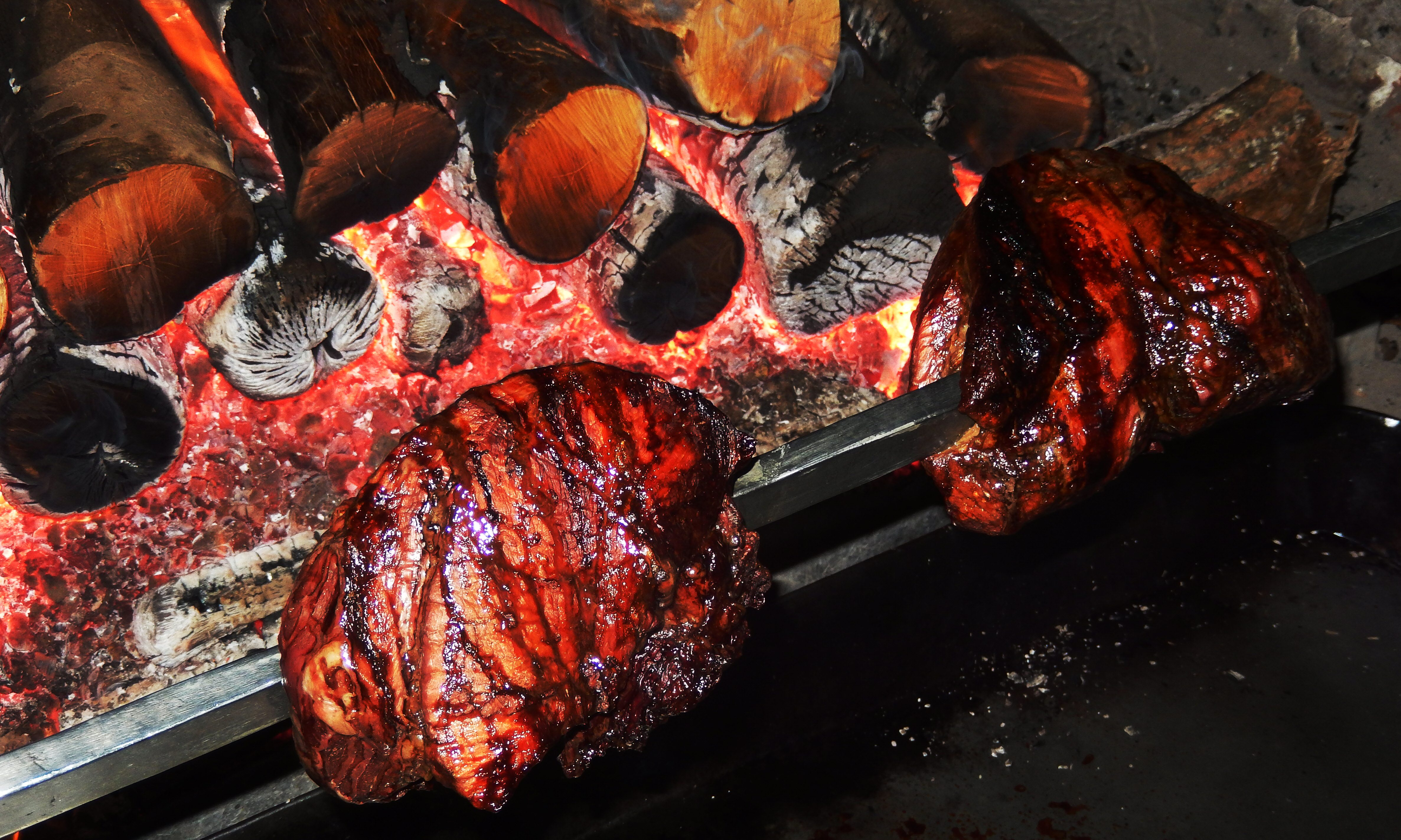
Запікання м'яса на рожні

Запіка́ння — техніка приготування їжі, що полягає у тривалій високотемпературній термічній обробці (від 150 °C), за якої гаряче сухе повітря окутує страву, завдяки чому страва готується одночасно з усіх боків. Розрізняють три види запікання: відкрите чи обпікання (грилювання), закрите та коротке.
Запікання та випікання — це тотожні поняття, проте другий термін вживається переважно стосовно процесів приготування хлібобулочних і кондитерських виробів.
За ДСТУ 3862-99 запікання — спосіб теплової обробки продуктів або їхніх сумішей у тепловій камері до утворення на поверхні виробу специфічної скоринки.